# 陰茎移植術
陰茎移植術（英: Penis transplantation）は、陰茎を患者に移植する外科的移植手術である。移植に用いる陰茎は人間のドナーから採取したものあるいは人工的に成長させたものが用いられ得るが、後者のヒトへの移植例は2025年時点では無い。

## 実例

### 2006年に実施された同種移植術
最初の手術は2006年9月、中国広州の軍病院で行われた。患者は44歳の男性で、事故で陰茎の大部分を失っていた。移植された陰茎は脳死状態の22歳男性から採取したものであった。手術は成功したが、患者とその妻は手術の結果心的外傷を発症し15日後に逆手術が実施された。この後、世界初の顔面移植を行ったジャン＝ミシェル・デュベルナールは、このケースについて「多くの疑問を投げかけ、批判もある」と書いた。彼はダブルスタンダードについて示唆し、下記のように述べた：
もし欧州の外科チームが同じ手術を行っていたら、医療関係者、倫理専門家、メディアはどのような反応を示したか想像もつかない。
批判の一例として、ベルギーの再建泌尿器科医ピート・フーベーカが挙げられる。彼は、倫理委員会の関与の有無について疑問を投げ掛ける書簡を書き、経過観察期間がわずか15日であったことを批判した。フーベーカは、術後2週間の排泄良好は長期的な転帰を予測するものではなく、動脈吻合不全の症状はこの時期には現れない可能性さえあると主張した。Asian Journal of Andrology 誌に掲載された陰茎移植をめぐる倫理的問題のミニレビューによると、最初の移植を行った病院は後に、他の考慮事項の中でも「この手術は、従来の再建手術を受けたくない重傷者に限定することを推奨する」という一連のガイドラインを発表した。

### 2014年南アフリカでの症例

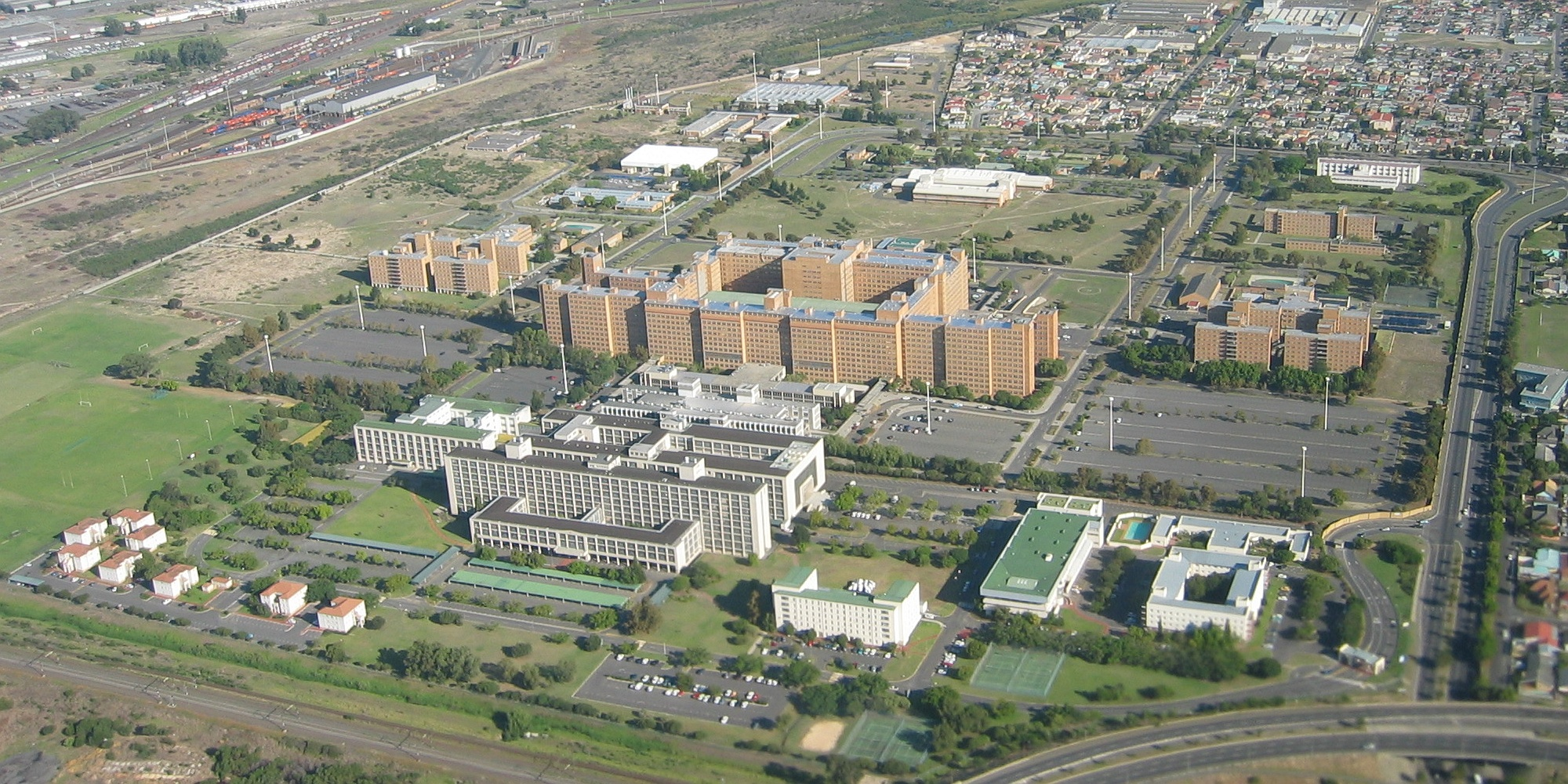
初めて陰茎移植に成功したのは、南アフリカのステレンボッシュ大学である(写真は医療キャンパス)。

2014年12月、南アフリカステレンボッシュ大学の泌尿器科医アンドレ・ファン・デル・メルウェ、形成外科医フランク・グレーウェ、免疫学医ラフィク・ムーサのチームは初めて、21歳の男性への陰茎移植を成功させた。9時間に及ぶ手術では血管と神経を繋ぐために顕微鏡手術が用いられた。患者は18歳のときに受けた割礼手術の失敗により陰茎を失っていた。2015年3月13日の時点で患者は排尿、勃起、オーガズム、射精を含む器官の機能を回復したと報告されたが、感覚が完全に戻るには2年かかると予想されていた。移植を行った医師は患者の完全回復は2016年12月頃まで掛かると予想していたため、これに驚いていた。南アフリカの一部では少年の成人への移行を示すために割礼が頻繁に行われており、しばしば不衛生な処置であり無資格の素人によって頻繁に行われていることを考えると、南アフリカは世界で最も陰茎移植の必要性が高い国の一つであると考えられている。2015年、患者の配偶者が無事に子供を妊娠したと発表された。

### 2016年マサチューセッツ総合病院での実施例
2016年5月、ハーバード大学医学大学院マサチューセッツ総合病院のカーティス・L・セトルロ Jr.とディッケン・S・C・Koが共同指導する外科医チームが、マサチューセッツ州ハリファックスに住む64歳の男性に陰茎移植を行った。このチームは、泌尿生殖器血管複合移植片（genitourinary vascularized composite allografts; GUVCA）という新しい手法を用いて、従来の免疫抑制剤投与下移植術で失われた組織を補う陰茎移植が可能であることを実証した。米国における再建移植におけるこの先駆的な手技の臨床結果は、2017年5月のAnnals of Surgery 誌に掲載された。
2020年10月、マサチューセッツ総合病院でトランスジェンダーの陰茎移植について議論された。

### 2017年南アフリカでの移植例
2017年4月21日、ステレンボッシュ大学とタイガーバーグ・アカデミック病院の外科チームが2度目の陰茎移植を実施した。
アンドレ・ファン・デル・メルウェと彼のチームは9時間半の手術により、17年前に伝統的割礼の失敗で陰茎を失った40歳の男性に陰茎を移植することに成功した。この症例ではドナーが白人でレシピエントが黒人であったため、肌色の違いを修正するために医療用の肌を黒くするタトゥーを入れることになっている。ステレンボッシュ大学は陰茎移植を2回成功させた世界で唯一の医療センターとなった。

### ジョンズ・ホプキンス大学プログラム
2015年12月、『ニューヨーク・タイムズ』紙は、ボルチモアにあるジョンズ・ホプキンス大学医学部の外科医チームが間もなく負傷した退役軍人に実験的陰茎移植手術を実施すると報じ、手術によって性機能と生殖機能が得られるであろうと述べた。
2018年4月、リチャード・レデット医学博士率いるジョンズ・ホプキンズの外科医チームが戦争の生存者に対して初の陰茎移植を行ったと報じられた。この移植には陰嚢も含まれていたが、倫理的理由から精巣は含まれていなかった。患者の身元は明かされていない。

### セルビアの性別適合手術
セルビアの泌尿器科医ミロスラフ・ジョルジェヴィッチは、性別適合手術を目的とした陰茎移植の実現可能性を探る研究プロジェクトに取り組んでいる。

## 実験室での陰茎培養
2009年、米国ノースカロライナ州にあるウェイクフォレスト再生医療研究所のアンソニー・アタラらは、12羽のウサギに生体工学的に作製した陰茎を移植した。全羽が交尾し、4羽が子孫を残した。これは彼が1992年から取り組んでいた、移植用のヒトの陰茎を作るというコンセプトの実験であった。それ以来彼は、生体工学的なヒト陰茎作製のテストを繰り返している。尿道などの生体工学器官の移植は複数回成功しているが、完全な生体工学陰茎の移植はまだヒトでは試みられていない。

## フィクションでの描写
イギリスのSFコメディ『Percy』(1971年) と『Percy's Progress』、別名『It's Not the Size That Counts』(1974年) は、世界初の陰茎移植を描いている。ラルフ・トーマスが両作品の監督を務め、1作目はマイケル・ペイリンが共同脚本を手掛け、キンクスが音楽を担当した。